# Knives
Knives è il quarto album in studio del gruppo musicale statunitense Aiden, pubblicato nel 2009.

## Tracce
1. Killing Machine – 2:25
2. Let the Right One in – 3:02
3. Scavengers of the Damned – 2:42
4. Elizabeth – 2:28
5. Crusifiction – 2:41
6. The Asylum – 2:47
7. Portrait (con Ryann Donnelly) – 1:37
8. Excommunicate – 2:36
9. King On Holiday – 1:59
10. Black Market Hell (contiene la traccia nascosta Lori Meyers, cover dei NOFX) – 12:37